# Arangyel
Arangyel (macedónul: Арангел, albánul Haranjelli) település Észak-Macedóniában, a Délnyugati körzet Kicsevói járásában, 2013-ig az Oszlomeji járás része volt, ami teljes egészében beolvadt a Kicsevói járásba.

## Népesség
| Lakosok száma | 347  | 357  | 372  | 500  | 553  |      | 640  | 709  | 292  |
|               | 1948 | 1953 | 1961 | 1971 | 1981 | 1991 | 1994 | 2002 | 2021 |

2002-ben 709 lakosa volt, akik közül 708 albán és 1 egyéb.